# Interhyp
Die Interhyp AG ist ein in München ansässiger Vermittler für private Baufinanzierungen. Das 1999 gegründete Unternehmen gehört seit 2008 zur niederländischen ING Groep, der Börsenhandel endete 2011.
Interhyp vergibt selbst keine Darlehen, sondern vermittelt Angebote von Banken, Sparkassen, Bausparkassen und Versicherungen. Das Unternehmen finanziert sich über die Provisionen, die das Unternehmen bei Vermittlung erhält.
Der Standort des Headquarters ist in München 81671 in der August-Everding-Straße 24.

## Geschichte

### Gründung und Geschäftsmodell
Interhyp wurde 1999 von Robert Haselsteiner und Marcus Wolsdorf gegründet. Beide arbeiteten zuvor als Investmentbanker für Goldman Sachs, unter anderem im Zinsgeschäft. Zu den Investoren zählten 3i und Earlybird Venture Capital. Das Internetportal ging im Januar 2000 online.

### Expansion und Börsengang
Interhyp kooperierte unter anderem mit PropertyGate, dem Vorläufer von Immobilienportalen wie ImmobilienScout24 oder Immowelt. 2000 öffnete sich Interhyp für die Zusammenarbeit mit Maklern, Bauträgern und anderen Partnern wie freien Vermittlern. Im ersten Geschäftsjahr wurden Finanzierungen mit einem Volumen von 300 Millionen Mark vermittelt. 2002 wurde das Geschäft im Vergleich zum Vorjahr mehr als verdoppelt, auch 2003 und 2004 setzte sich das Wachstum fort.
Im Jahr 2005 strebte das Unternehmen einen Börsengang an. Den Auftrag für die Koordination des Vorhabens erhielt die Deutsche Bank. Die Erstnotierung erfolgte Ende September 2005 im Prime Standard und war nach Unternehmensangaben 30-fach überzeichnet. Aufgrund der großen Nachfrage privater und institutioneller Investoren wurde die Greenshoe-Option ausgeübt. Es handelte sich laut einem Bericht des Handelsblatts um den erfolgreichsten Börsengang des Jahres 2005. Im Dezember nahm die Deutsche Börse Interhyp in den Aktienindex SDAX auf.

### Wachstum durch Kooperationen
Für das Geschäftsjahr 2005 präsentierte Interhyp seine bis dahin höchsten Ergebnisse in Bezug auf Geschäftsvolumen und Ertrag. Nachdem es zuvor erste Zweigniederlassungen gab, wurde dieser Vertriebskanal neben dem Internet etabliert, das jedoch durch Kooperationen etwa mit Cortal Consors nach wie vor den Kern des Geschäfts bildete. 2007 wurde mit MLP ein Gemeinschaftsunternehmen ins Leben gerufen, an dem Interhyp 50,2 % besitzt. Die Kooperation mit den Beratern des Finanzvertriebs stärkte das Geschäft erheblich. Neben neuen Finanzierungen stieg die Nachfrage nach Anschlussfinanzierungen.

### Übernahme durch ING Direct
Für das Geschäftsjahr 2006 zahlte Interhyp erstmals eine Dividende. Vor dem Hintergrund der globalen Finanzkrise ab 2007 gab es einen Gewinneinbruch. Im Hinblick auf die strukturellen Veränderungen der Branche kündigte ING Direct, eine Tochtergesellschaft der ING Groep, die Übernahme von Interhyp an. Das Unternehmen wurde mit über 400 Millionen Euro bewertet. Nach Genehmigung der Transaktion durch die Niederländische Zentralbank sicherte sich ING Direct im Juni 2008 erstmals eine Mehrheit der Aktien. Im Laufe dieses Jahres stieg der Anteil der Niederländer auf über 95 %.
Die Deutsche Kreditbank sah aufgrund der Konkurrenz zur Direktbank ING-DiBa die Unabhängigkeit der Beratung gefährdet und kündigte ihre Kooperation mit Interhyp, die mittlerweile wieder aufgenommen wurde.

### Ausbau des Filialnetzes
2011 wechselten die Interhyp-Gründer aus der operativen Leitung in den Aufsichtsrat. Die Hauptversammlung beschloss einen Squeeze-out der verbleibenden Aktionäre, daraufhin endete der Handel der Interhyp-Aktie an der Börse. Unter der Führung von ING Direct forcierte Interhyp vor allem die Expansion in der Fläche. Durch die Kombination aus digitalem und stationärem Vertrieb gewann Interhyp 2014 und 2015 weitere Marktanteile. In den folgenden Jahren strebte das Unternehmen vor allem eine stärker internationale Aufstellung an.
Seit dem 1. April 2017 ist Jörg Utecht als Nachfolger Michiel Goris Vorstandsvorsitzender der Interhyp Gruppe. 2019 wurde Stefan Hillbrand zum Finanzvorstand berufen.
Angesichts der negativen Entwicklung der Baufinanzierung insgesamt als Folge des weltweit steigenden Zinsniveaus kündigte Interhyp Ende 2022 den Abbau von bis zu 100 der 1600 Mitarbeiterstellen über freiwillige Regelungen an. Nach in den Vorjahren meist wachsenden Geschäften brach das Abschlussvolumen im Geschäftsjahr 2022 gegenüber dem Vorjahr um rund 15 % ein. Das operative Vorsteuerergebnis sank um 43 % auf 61 Millionen Euro.

## Organisation

### Rechtsform
Die Interhyp AG ist eine Aktiengesellschaft nach deutschem Recht. Sie wurde am 7. Juni 1999 ins Handelsregister eingetragen. Das Grundkapital beträgt 6.593.525 Euro, eingeteilt in auf den Namen lautende Stückaktien. Ihr Gegenstand ist die Vermittlung von Darlehen, Versicherungen, Aktien- und Rentenfonds sowie anderen Produkten und die Beratung hierzu, soweit es sich nicht um genehmigungspflichtige Tätigkeiten nach dem Kreditwesengesetz handelt. Sie darf alle Handlungen und Maßnahmen vornehmen, die unmittelbar oder mittelbar dem Geschäftszweck dienen. Die nach der Gewerbeordnung erforderlichen Genehmigungen liegen vor.

### Management
Dem Vorstand der Interhyp AG gehören Jörg Utecht (Vorsitzender), Mirjam Mohr, Marcus Fienhold, Jana Brendel und Stefan Hillbrand an. Der Aufsichtsrat der Interhyp AG besteht aus sechs Mitgliedern. Den Vorsitz hat Sali Salieski, der als Global Head of Retail für Privatkunden der ING in den Niederlanden tätig ist.

### Eigentümer
Die Interhyp AG gehört zum Geschäftsbereich Retail Germany der ING Groep und befindet sich vollständig im Eigentum der ING Deutschland GmbH. Diese wiederum gehört der ING Holding Deutschland GmbH, deren einzige Gesellschafterin die ING Bank N.V. ist. Die wichtigsten Tochtergesellschaften der Interhyp AG sind Prohyp GmbH (100 %), ThinkImmo GmbH (100 %) und die MLP Hyp GmbH (50,2 %). Die Hausfinanz Beratungsgesellschaft mbH (100 %) ist nicht operativ tätig.

## Kritik
In den Anfangsjahren kritisierten Beobachter die lückenhafte Berücksichtigung staatlicher Fördergelder, die jedoch mittlerweile gewährleistet wird.
2013 kritisierte Finanztest, Interhyp stelle Interessenten auf seiner Website überhöhte Kredite in Aussicht. Das Unternehmen habe mit einer Zinsbindung über fünf Jahre und einem Prozent Tilgung gerechnet, was nicht ausreichend sei. Finanztest lobte, dass Interhyp noch am Tag der Veröffentlichung des Tests reagierte und seine Website anpasste.